# Inflação legislativa
Inflação legislativa é expressão que tem sido utilizada para designar a produção em massa de leis. Segundo Juary C. Silva foi Carnelutti quem primeiro cunhou o termo inflação legislativa, ora também se referindo a este fenômeno jurídico como “hipertrofia da lei”. Biondi, por sua vez, se referiu à produção desenfreada de leis como “elefantíase legislativa”.

## Introdução
Para Carnelutti, o homem comum está cada vez mais desorientado diante da miscelânea de leis, tal qual o motorista que vê diante de si muitos faróis se entrecruzarem na estrada. O autor afirma que quanto mais cresce o número de leis, tanto menor é a possibilidade de sua formação cuidadosa e equilibrada. Assim, estabelece uma analogia entre a inflação legislativa e inflação monetária, afirmando que a multiplicação das leis, com relação ao perigo em matéria de certeza, não está dissociado do perigo em matéria de justiça. Além disso, para o autor, a publicação dessas leis como condição de sua imperatividade mudou de caráter, de presunção, convertendo-se em ficção.

Segundo pesquisa de Salazar, publicada em 1961, o Brasil tinha, até dezembro de 1960, aproximadamente 100.000 (cem mil) leis, decretos-leis e decretos, descontada a legislação do tempo do Império e os decretos legislativos.
Desde então, a inflação legislativa no Brasil tem aumentado gradativamente. É o que aponta a pesquisa realizada por Gilberto Luiz do Amaral, João Eloi Olenike e Letícia Mary Fernandes do Amaral: entre a data da promulgação da Constituição de 1988 e o dia 31 de agosto de 2013, ou seja, 25 anos após a promulgação, foram editadas 4.785.194 (quatro milhões, setecentos e oitenta e cinco mil, cento e noventa e quatro) normas jurídicas, representando este número, em média, 524 normas editadas todos os dias ou 784 normas editadas por dia útil
Por sua vez, Faria entende que a inflação legislativa é um dos desdobramentos da “ingovernabilidade sistêmica” do Estado keynesiano, intervencionista, regulador ou “providenciário”, que sofre com a crescente ineficiência das instituições de direito. O aumento desordenado e desarticulado de matérias, atividades e comportamentos regulados por textos legais, com desenfreada produção legislativa, provoca a ruptura da organicidade, da unidade lógico-formal e da racionalidade sistêmica do ordenamento jurídico e, por conseguinte, da própria capacidade de predeterminação das decisões concretas por meio do direito positivo.
Faria afirma que há um risco de que haja uma frustração explosiva, disfuncional e desestabilizadora da ordem jurídico-institucional em razão da incapacidade decisória advinda “da ingovernabilidade sistêmica”. Neste sentido, a eficácia de um dado sistema jurídico não se dá pelo fato da sua concepção como um conjunto de regras internamente coerente, em termos lógicos-formais, mas porque os atores incorporam em suas consciências a premissa de que essas regras legais devem ser invioláveis. Assim, a ausência de internalização exponencia a “ingovernabilidade sistêmica”, provocando a inefetividade das leis, das engrenagens jurídicas, dos mecanismos processuais e das estruturas judiciais. Neste cenário, a crescente edição de textos legais já não consegue “penetrar” de modo direto, imediato, pleno e absoluto na essência do sistema socioeconômico.
Desta forma, Faria argumenta que a desenfreada e desordenada produção legislativa, chamada por alguns autores de “anomia jurídica” e “explosão legal”, costuma encurtar os horizontes decisórios, acirrar conflitos, inviabilizar o cálculo racional e, ao final, disseminar insegurança generalizada na vida sócio-política e no mundo dos negócios.

## Flexibilização da segurança jurídica diante da inflação legislativa
É importante notar que o ordenamento jurídico é composto por normas que não existem isoladamente, mas com relações particulares entre si. Nos ordenamentos complexos, as normas afluem de diversas fontes, fazendo-se necessário o ponto de referência último de todas as normas, isto é, o poder originário, principalmente para fundar a unidade do ordenamento, que não é excluída mesmo nesse caso.
Segundo Hans Kelsen, as normas de um ordenamento não estão todas no mesmo plano, mas sim dispostas em ordem hierárquica: as normas inferiores dependem das superiores, e no nível mais alto, encontra-se a norma fundamental, que dá unidade a todas as outras normas, tornando possível chamar seu conjunto de “ordenamento”.
A norma fundamental não é expressa, mas pressuposta para fundar o sistema normativo. É ao mesmo tempo atributiva e imperativa, de acordo com o poder ao qual dá origem ou a obrigação que dela nasce. Nesse sentido, pode ser formulada das seguintes maneiras: “O poder constituinte está autorizado a estabelecer normas obrigatórias para toda a coletividade” ou “A coletividade é obrigada a obedecer às normas estabelecidas pelo poder constituinte”.
Quando um órgão superior atribui a um órgão inferior um poder normativo, este é limitado em relação à forma e/ou ao conteúdo. “Seja com relação a quem pode mandar ou proibir, seja com relação a como se pode mandar ou proibir”. O Poder Legislativo é limitado pelo poder constitucional, assim como o poder de negociação é limitado pelo Poder Legislativo.
Além de uma unidade, Norberto Bobbio coloca que o ordenamento jurídico precisa constituir um sistema, isto é, “um conjunto de entes entre os quais existe uma certa ordem”, e para isso, é necessário que os entes estejam num relacionamento de coerência entre si.
Kelsen distingue dois tipos de ordenamentos normativos: estáticos, nos quais as normas estão relacionadas no que se refere ao seu conteúdo; e dinâmicos, nos quais as normas estão relacionadas entre si através da autoridade que as colocou. E sustenta que o ordenamento jurídico é sistema do segundo tipo.
No entanto, levanta-se a questão a respeito da denominação como “sistema” de um ordenamento, cujo critério de enquadramento é puramente formal. Posteriormente, conclui-se, considerando a definição de sistema dinâmico, que é possível que duas normas em oposição sejam perfeitamente legítimas, desde que emanem da autoridade delegada.
Deve-se lembrar que proposições jurídicas tendem a se constituir em sistema. “A necessidade da coerência lógica leva a aproximar aquelas que são compatíveis ou respectivamente complementares entre si, e a eliminar as contraditórias ou incompatíveis”. E Perassi acrescenta: “As normas [...] tornam-se parte de um sistema, uma vez que certos princípios agem como ligações, pelas quais as normas são mantidas juntas de maneira a constituir um bloco sistemático”.
Vale indicar o significado de sistema utilizado por Bobbio para construir sua teoria do ordenamento jurídico: “Aqui, sistema equivale à validade do princípio que exclui a incompatibilidade das normas”. Assim, caso duas normas sejam incompatíveis, uma delas ou ambas precisam ser eliminadas.
Faz-se a ressalva que, nesse sentido, não necessariamente as normas se encaixarão perfeitamente. Não é exato falar de coerência no ordenamento jurídico, no seu conjunto; pode-se falar de exigência de coerência somente entre suas partes simples. “Num sistema dedutivo, se aparecer uma contradição, todo o sistema ruirá. Num sistema jurídico, a admissão do princípio que exclui a incompatibilidade tem por consequência, em caso de incompatibilidade de duas normas, não mais a queda de todo o sistema, mas somente de uma das duas normas ou no máximo das duas”. Contudo, ainda se faz necessário mostrar que uma norma, para se enquadrar no sistema, não é incompatível com outras normas.
Com o fenômeno da inflação legislativa, há muito frequentemente casos de antinomias – incompatibilidade entre normas – e apresentam-se algumas formas para saná-las. Primeiramente, importa ressaltar que existem dois tipos de antinomias quanto à solubilidade: as aparentes (solúveis) e as reais (insolúveis).
Há três regras fundamentais para a solução das antinomias: o critério cronológico, em que prevalece a norma posterior (lex posterior derogat priori); o critério hierárquico, em que prevalece a hierarquicamente superior (lex superior derogat inferiori) e; o critério da especialidade, segundo o qual prevalece a norma especial sobre a norma geral (lex specialis derogat generali). Quando se aplica o critério cronológico ou o hierárquico, tem-se a eliminação total de uma das normas antinômicas. Já no critério da especialidade temos a eliminação apenas da parte incompatível.
Porém, é relativamente comum que haja normas incompatíveis em mesmo nível, ambas gerais e contemporâneas (por exemplo, normas gerais incompatíveis que se encontram em um mesmo código). Nesses casos as antinomias não são solucionáveis com os critérios apresentados acima, restando a uma autêntica discricionariedade do intérprete.
Ademais, caso haja incompatibilidade entre critérios, isto é, quando um critério aponta para uma norma e outro critério, à outra (antinomia de segundo grau), a solução varia: quanto ao conflito entre os critérios hierárquico e cronológico, o primeiro prevalece em relação ao segundo, fazendo-se eliminar a norma inferior, mesmo que posterior; se houver conflito entre os critérios de especialidade e cronológico, prevalece o de especialidade em detrimento do cronológico, mas; se o conflito for entre os critérios hierárquico e de especialidade, não há uma resposta segura.
Nesse último caso, a solução dependerá do intérprete. Em teoria, deveria prevalecer o critério hierárquico, pois “se se admitisse o princípio de que uma lei ordinária especial pode derrogar os princípios constitucionais, que são normas generalíssimas, os princípios fundamentais de um ordenamento jurídico seriam destinados a se esvaziar rapidamente de qualquer conteúdo”. Na prática, porém, “a exigência de adaptar os princípios gerais de uma Constituição às sempre novas situações leva frequentemente a fazer triunfar a lei especial, mesmo que ordinária, sobre a constitucional”.
Por fim, tem-se a completude do ordenamento jurídico como sua última característica. Este fator é o que gera a intensa produção de normas, causando o fenômeno da inflação legislativa e é definido por Bobbio como “a propriedade pela qual um ordenamento jurídico tem uma norma para regular qualquer caso”, contrariamente, “a incompletude consiste no fato de que o sistema não compreende nem a norma que proíbe um certo comportamento nem a norma que o permite”. A falta de uma norma é chamada de “lacuna” e, portanto, a completude é a ausência de lacunas, sendo condição sem a qual o sistema em seu conjunto não poderia funcionar.
É fácil observar que a relação entre a coerência e a completude está na unidade do ordenamento jurídico, como Savigny leciona: “o que tentamos estabelecer é sempre a unidade: a unidade negativa, com a eliminação das contradições; a unidade positiva, com o preenchimento das lacunas”.
Naturalmente, a crença em um Direito completo, sem lacunas, gerou o "fetichismo da lei", que se desenvolveu durante o século XIX, com as grandes codificações, e significa, basicamente, ater-se escrupulosamente aos Códigos. Com o fenômeno, consolidou-se a escola da exegese, que admirava incondicionalmente a obra realizada pelo legislador através da codificação, que confiava cegamente na suficiência das leis, que apresentava uma crença de que o Código se bastava a si mesmo.
Em oposição, desenvolveu-se a escola do Direito livre, que reconhecia que o Direito possui lacunas, e sustentava que dever-se-ia confiar no poder criativo do juiz para suprir às mesmas. Essa escola nasceu para criticar a mentalidade tradicional do jurista, o “conformismo diante do estadismo que, justamente, havia gerado e radicado na jurisprudência o dogma da completude”, uma vez que, com o envelhecimento das codificações, descobriam-se as insuficiências e, ao mesmo tempo, com a Revolução Industrial, houve uma profunda e rápida transformação da sociedade, reforçando a constatação de insuficiência e inadequação.
Para grande parte dos juristas, a escola do Direito livre era uma nova encarnação do Direito natural, e permitir ao juiz criar o Direito de vez em quando significava quebrar a barreira do princípio de legalidade, que existia em defesa do indivíduo, abrir as portas ao arbítrio, ao caos e à anarquia. Clamavam que a completude não era um mito, mas uma defesa de um dos valores supremos a que deve servir a ordem jurídica: a certeza. Contudo, apenas afirmar a confiança na sabedoria do legislador não mais bastava, era necessário demonstrar que a completude era uma característica constitutiva de todo ordenamento jurídico.
Um dos argumentos dos positivistas, nesta fase crítica, foi o do espaço jurídico vazio, que consiste numa atividade humana indiferente ao Direito, isto é, juridicamente irrelevante. Então não há lacunas, há atividades pertencentes à esfera de livre desenvolvimento da atividade humana. No entanto, mostra-se uma falha em tal argumento, na medida em que, sendo as modalidades das normas: do ordenado, do proibido e do permitido, seria necessário excluir as normas do permitido, pois coincidiriam com o juridicamente indiferente. Ou seja, “o fato de que a liberdade não seja protegida não torna essa situação juridicamente irrelevante, porque, no momento em que a liberdade de agir de um não está protegida, está protegida a liberdade do outro de exercer a força; e, enquanto está protegida, esta é a juridicamente relevante em vez da outra. Não falha a relevância jurídica: simplesmente muda a relação entre o direito e o dever”.
Não havendo, portanto, espaço jurídico vazio, existe apenas espaço jurídico pleno, e a segunda teoria se embasa nisso. A teoria da norma geral exclusiva afirma que “uma norma que regula um comportamento não só limita a regulamentação e, portanto, as consequências jurídicas que desta regulamentação derivam para aquele comportamento, mas ao mesmo tempo, exclui daquela regulamentação todos os outros comportamentos”, e todos os comportamentos não compreendidos na norma particular são regulados por uma norma geral exclusiva, pela regra que exclui todos os comportamentos que não sejam aqueles previstos pela norma particular. Assim, não há comportamentos não regulados, pois os mesmos cairão ou sob uma norma particular ou uma norma geral exclusiva.
Um dos autores dessa teoria explica que mesmo quando não há uma norma particular a respeito de uma situação específica, com base na teoria da norma geral exclusiva, há solução jurídica: o caso cairá sob a norma geral exclusiva, que estabelece, para os casos nela compreendidos, a exclusão de quaisquer limitações. Pode-se considerar que um Estado em que não haja norma para todas as situações possíveis seja mal constituído, mas não que seja incompleto ou lacunoso.
É possível considerar esta teoria falha no sentido de que ignora um terceiro tipo de normas, além das particulares inclusivas e das gerais exclusivas que as acompanha. Há ainda as normas gerais inclusivas, que regulam os casos não compreendidos na norma particular, mas semelhantes a eles, de maneira idêntica. Assim, “frente a uma lacuna, se aplicarmos a norma geral exclusiva, o caso não regulamentado será resolvido de maneira oposta ao que está regulamentado; se aplicarmos a norma geral inclusiva, o caso não regulamentado será resolvido de maneira idêntica àquele que está regulamentado”. Como se vê, as consequências são opostas e a aplicação de uma ou de outra norma depende da constatação sobre se o caso é ou não semelhante ao regulado, porém, o ordenamento nada dispõe a respeito dos critérios ou condições com base nas quais se podem ser considerados parecidos, restando ao intérprete fazer o julgamento quanto a isso.
Dessa forma, pode-se concluir que o ordenamento possui lacunas, mesmo com essa teoria, porquanto, se existem duas soluções possíveis em caso de matéria não regulada, cabendo ao intérprete a decisão sobre qual utilizar, deixou impreciso qual das duas soluções é a pretendida, isto é, falta uma regra que permita acolher uma solução em vez da outra.
Por fim, Brunetti coloca um fim à questão das lacunas esquematizando o problema em três faces: se se considera o ordenamento jurídico em si próprio, questionar se é completo ou incompleto não tem sentido, como entente a maior parte da doutrina; se se compara o ordenamento jurídico com um ordenamento jurídico ideal, a questão da completude ou não faz sentido, mas reduz-se às lacunas ideológicas, que não interessam aos juristas; e se se considera o ordenamento legislativo como parte de um todo (ordenamento jurídico), o problema faz sentido, mas mesmo neste caso as lacunas encontradas são apenas ideológicas, na medida em que se faz a oposição entre aquilo que a Lei diz e aquilo que deveria dizer para ser perfeitamente adequada ao espírito de todo o sistema. Portanto, “o problema da completude é um problema sem sentido, e, lá onde tem sentido, as únicas lacunas, das quais se pode mostrar a existência, são lacunas ideológicas”.
Não se deve confundir, contudo, que a norma geral exclusiva seja a única maneira de suprir uma lacuna legislativa. É possível utilizar dois métodos diferentes para completar um ordenamento jurídico, denominados por Carnelutti como: a heterointegração, que recorre a ordenamentos diversos, ou a fontes diversas daquela que é dominante (identificada principalmente como a lei) e; a auto integração, em que a se recorre ao próprio ordenamento, no âmbito da mesma fonte dominante, sem buscar referências em outros ordenamentos e com mínimo recurso a fontes diversas da dominante. Os procedimentos utilizados no segundo método são a analogia (sendo que para que o raciocínio de analogia seja lícito no Direito, é necessário que os dois casos, o regulamentado e o não regulamentado tenham em comum a ratio legis) e os princípios gerais de direito (aqui refere-se aos princípios não expressos, pois se expressos forem, por tratarem-se de normas, não haveria lacuna).
Percebe-se, assim, o quanto a teoria do Direito tem se esforçado para definir critérios lógicos e coerentes que garantam a segurança jurídica, eixo da racionalidade do sistema romano-germânico. Contudo, no contexto de inflação legislativa, as teorias revelam-se insuficientes para definir com segurança os três âmbitos deontológicos: permitido, proibido e obrigado.

## Contexto sociológico: a sociedade de risco
O modelo sociológico da sociedade de risco, desenvolvido destacadamente por Ulrich Beck e Anthony Giddens, mostra-se, em certa medida, capaz de explicar algumas causas da inflação legislativa. 

### Modelo de Ulrich Beck
Segundo o sociólogo alemão Ulrich Beck, a ciência contemporânea estende sua metodologia – baseada na dúvida – sobre seus próprios pressupostos, pondo em cheque a capacidade de cognoscibilidade e previsibilidade do conhecimento científico. Esse é o conceito de ciência reflexiva, característica da sociedade de risco, na qual a ciência já não é suficiente para estabelecer um conceito vinculante de verdade.
Dita insuficiência científica abre espaço para uma “disputa definitória”, da qual participam diversos atores sociais, em relação ao que é ou não um risco suportável. Esse contexto de incerteza, segundo Beck, revela-se especialmente incômodo diante da enorme capacidade humana de intervenção na natureza. Afinal, a magnitude dos riscos contemporâneos pode causar até mesmo a extinção da vida na Terra, como é o caso do risco nuclear.
Na “disputa definitória” acerca da (in)existência e (in)aceitabilidade dos riscos, há diversos interesses em jogo. Por um lado, há os que negam sua existência, pois os riscos são efeitos colaterais do processo civilizatório e da busca crescente por produtividade. Logo, negar a existência do risco é uma forma de manutenção do status quo. Nesse lado encontram-se, por exemplo, empresas que pretendem continuar agindo de forma a aumentar os lucros, colocando preocupações ambientais em segundo plano; essa situação seria aceita por países pobres e em desenvolvimento, haja vista a constante necessidade por investimentos.
Por outro lado, há os que reconhecem a existência dos riscos. Segundo Beck, o medo é um dos elementos de formação de grupos, os quais, no contexto da sociedade de risco, podem funcionar como grupos de pressão, que clamam por diferentes formas de gestão do risco. Portanto, os riscos, vistos como efeitos colaterais do processo civilizatório, podem gerar seus próprios efeitos colaterais políticos, os quais, não raramente, tendem a recusar, em maior ou menor medida, a democracia, clamando por intervenções profundas e extensas por parte do Estado, que deve agir, preferencialmente, de maneira repressiva. Em outras palavras: a inflação legislativa resulta da constante busca por maior segurança, o que, paradoxalmente, flexibiliza a segurança jurídica. 

### Modelo de Anthony Giddens
Analisando a questão da sociedade de risco sobre perspectiva distinta, Anthony Giddens entende que o mundo escapa ao controle humano por causa – e não apesar – do maior desenvolvimento tecnológico. A natureza dinâmica da modernidade decorreria, segundo o autor, da desnecessidade de interações humanas se darem em contexto de presença, o que é favorecido pelos “mecanismos de desencaixe”, isto é, pela reestruturação das relações sociais através de extensões indefinidas de tempo-espaço. Em outras palavras, o desenvolvimento tecnológico tornou desnecessário que as interações sociais ocorram fisicamente. 
As “fichas simbólicas” (basicamente, instrumentos de significação social estabilizada, por exemplo, o dinheiro) e os “sistemas peritos” (ou ramos do conhecimento humano, por exemplo, conhecimentos científicos) são exemplos de mecanismos de desencaixe da dinâmica relação social contemporânea. Com efeito, a confiança de que as fichas simbólicas serão socialmente significativas e de que os sistemas peritos cumprem sua missão de estabilização de expectativas (ou para complementar o exemplo: o dinheiro continuará circulando e o conhecimento científico é razoavelmente confiável) mudam o próprio objeto principal da confiança, que passa a ser o sistema de conhecimento, e não seu operador.
Entretanto, segundo Giddens, os conhecimentos dos sistemas peritos são passíveis de revisões, principalmente em razão das constantes novas descobertas científicas. Logo, a ideia de “conhecer” não se confunde com “estar certo”, haja vista a possibilidade de mudança do nível de conhecimento.
Diante dessa constatação, somada à impossibilidade de que qualquer indivíduo conheça todos os sistemas peritos de que sua sobrevivência dependa, geram-se, segundo Giddens, quatro formas de reação à sociedade de risco: I) aceitação pragmática; II) otimismo sustentado; III) pessimismo cínico; IV) engajamento radical. Essa última postura assemelha-se aos grupos de pressão, mencionados por Beck. Assim, conclui-se que a sociedade de risco favorece a demanda social por maior regulamentação estatal, com a finalidade de gerir riscos, por vezes indeterminados.

## Explicação a partir da teoria da origem das leis
Díez Ripollés, embora trate especificamente do surgimento das leis penais, propõe explicação para a inflação legislativa. Segundo o professor espanhol, as leis surgem a partir da percepção social de que a resposta jurídica não mais é adequada para a realidade social regulada. Logo, nova lei seria necessária. Com a nova previsão legislativa, deve ocorrer novo juízo de adequação sobre a nova lei.
Contudo, o medo e a sensação de insegurança, tão presentes na sociedade de risco, provocam duas situações: I) as leis são muito legitimadas, notadamente em razão da crescente busca por mais segurança, o que torna impossível um juízo racional de adequação da nova resposta legal; II) a lei é vista como insuficiente para garantir a segurança e, portanto, exige-se nova legislação.
As duas possibilidades explicam a inflação legislativa: na primeira, exige-se nova lei que não passará por um juízo de adequabilidade, permanecendo no ordenamento jurídico, ainda que desnecessária socialmente; na segunda, o juízo de adequabilidade é viciado pelo medo e pela sensação de insegurança, que exigirão mais leis, e, por vezes, sem que a lei antiga seja formalmente retirada do ordenamento jurídico, favorecendo a inflação legislativa e flexibilizando a segurança jurídica.